# Kevin Blackwell
Kevin Patrick Blackwell (* 21. Dezember 1958 in Luton) ist ein ehemaliger englischer Fußballspieler und heutiger -trainer.

## Karriere

### Spieler
Kevin Blackwell spielte in seiner Jugend bei Cambridge United. Dort schaffte er den Durchbruch jedoch nicht und wechselte zum Amateurverein Bedford Town. Nebenbei arbeitete er als Maurer. Bis 1980 spielte Blackwell noch bei den Barton Rovers, für die Tourneemannschaft Middlesex Wanderers und den FC Barnet. Danach spielte er sechs Jahre für Boston United (291 Pflichtspiele). Im Finale der FA Trophy 1985 hielt er einen Elfmeter, sein Team verlor aber dennoch mit 1:2 gegen den FC Wealdstone. Es folgte ein weiteres kurzes Zwischenspiel bei Barnet, ehe der Torwart 1986 von Neil Warnock zum FC Scarborough geholt wurde. 1989 ging Warnock zu Notts County und nur kurze Zeit später folgte auch Blackwell. Dort kam er in vier Jahren jedoch auf keinen einzigen Ligaeinsatz. 1993 ging sein Trainer zu Torquay United und Blackwell folgte ihm ein weiteres Mal. Nach 18 Spielen wechselte der Torwart zu Huddersfield Town, abermals nachdem kurz zuvor Trainer Warnock dort das Traineramt übernommen hatte. Und auch bei der letzten Station zwischen 1995 und 1997 gingen beide zusammen zu Plymouth Argyle. Nach 24 Ligaspielen für den Verein, beendete Blackwell mit 38 Jahren seine aktive Karriere.

### Trainer
1998 zog es Kevin Blackwell wieder zu seinem langjährigen Trainer Neil Warnock, der nunmehr beim FC Bury tätig war. Blackwell übernahm dort das Amt des Torwarttrainers. 2004 übernahm er das Traineramt bei Leeds United. In seiner ersten Saison stellte er den Rekord für die meisten Transfers des Vereins in einer Saison auf. Nach nur sieben Punkten aus acht Spielen und dem damit verbundenen vorletzten Tabellenplatz wurde Blackwells Vertrag aufgelöst. Sechs Monate später wurde er als neuer Trainer von Luton Town vorgestellt. Nachdem der Verein am Ende des Jahres Insolvenz angemeldet hatte, kündigte Blackwell an, den Verein verlassen zu wollen. Noch bevor er dies jedoch selbst verwirklichen konnte, wurde er von der Vereinsführung gekündigt. Ab 14. Februar 2008 trainierte er als Nachfolger von Bryan Robson den Zweitligisten Sheffield United. Dieses Amt bekleidete er bis kurz nach Beginn der Saison 2010/11. Am 26. September 2012 übernahm er den Trainerposten beim Tabellenletzten der dritten Liga FC Bury. Am Saisonende stieg Blackwell mit seinem Team in die vierte Liga ab. Nach einem Fehlstart in die Football League Two wurde er am 14. Oktober 2013 entlassen. Erst am 8. März 2022 folgte dann seine nächste Station als Trainer des thailändischen Erstligisten Nakhon Ratchasima FC. Hier stand er bis zu dessen Entlassung Anfang Februar 2023 unter Vertrag.